# Lumas
Lumas es una localidad albanesa del condado de Berat. Se encuentra situada en el centro-sur del país y desde 2015 está constituida como una unidad administrativa del municipio de Kuçovë. A finales de 2011, el territorio de la actual unidad administrativa tenía 3981 habitantes.
La unidad administrativa incluye los pueblos de Bardhaj, Belesovë, Katundas, Koritëz, Krekëz, Lumas, Luzaj, Mendrak, Pashtraj, Pëllumbas, Sheqës, Vodëz y Zelevizhdë.
Se ubica unos 5 km al este de la capital municipal Kuçovë, en el límite con el condado de Elbasan.